# Limites pessoais
Limites pessoais ou o ato de estabelecer limites é uma habilidade para a vida que foi popularizada por autores de autoajuda e grupos de apoio desde meados da década de 1980. Os limites pessoais são estabelecidos mudando a própria resposta a situações interpessoais, em vez de esperar que outras pessoas mudem seus comportamentos para cumprir os seus limites. Por exemplo, se o limite é não interagir com uma pessoa em particular, então estabelece-se um limite ao decidir não ver ou envolver-se com essa pessoa, e impõe-se o limite recusando educadamente convites para eventos que incluam essa pessoa e saindo educadamente da sala se essa pessoa chegar inesperadamente. A fronteira é assim respeitada sem exigir a assistência ou cooperação de quaisquer outras pessoas. Estabelecer um limite é diferente de emitir um ultimato; um ultimato é uma exigência de que outras pessoas mudem suas escolhas para que seu comportamento se alinhe com as preferências e valores pessoais de quem estabelece os limites.
O termo "limite" é uma metáfora, com dentro dos limites significando aceitável e fora dos limites significando inaceitável. O conceito de limites foi amplamente adotado pela profissão de aconselhamento. A aplicabilidade universal do conceito foi questionada.

## Uso e aplicação
Esta habilidade para a vida é particularmente aplicável em ambientes com pessoas controladoras ou que não assumem responsabilidade por suas próprias vidas.
Co-Dependents Anonymous recomenda estabelecer limites sobre o que os membros farão para e para as pessoas e sobre o que os membros permitirão que as pessoas façam para e para eles, como parte de seus esforços para estabelecer autonomia de serem controlados pelos pensamentos, sentimentos e problemas de outras pessoas.
A National Alliance on Mental Illness diz aos seus membros que estabelecer e manter valores e limites irá melhorar o sentimento de segurança, estabilidade, previsibilidade e ordem, numa família, mesmo quando alguns membros da família resistem. A NAMI afirma que os limites encorajam uma atmosfera mais relaxada e sem julgamentos e que a presença de limites não precisa de entrar em conflito com a necessidade de manter uma atmosfera de compreensão.

### Visão geral
O estabelecimento de limites é a prática de comunicar abertamente e afirmar valores pessoais como forma de preservá-los e protegê-los contra comprometimento ou violação. Os três aspectos críticos do gerenciamento de limites pessoais são: 
Definindo valores: Um relacionamento saudável é um relacionamento “interdependente” de duas pessoas “independentes”. Indivíduos saudáveis devem estabelecer valores que honrem e defendam, independentemente da natureza de um relacionamento (valores fundamentais ou independentes). Indivíduos saudáveis também devem ter valores que negociem e adaptem num esforço para se relacionarem e colaborarem com outros ( valores interdependentes ).
Afirmando limites: Neste modelo, os indivíduos usam comunicações verbais e não-verbais para afirmar intenções, preferências e definir o que está dentro e fora dos limites em relação aos seus valores centrais ou independentes. Ao afirmar valores e limites, as comunicações devem ser presentes, apropriadas, claras, firmes, protetoras, flexíveis, receptivas e colaborativas.
Honrar e defender: Tomar decisões consistentes com os valores pessoais quando confrontados com escolhas de vida ou confrontados ou desafiados por pessoas controladoras ou que não assumem responsabilidade pelas suas próprias vidas. Num relacionamento disfuncional, respeitar os próprios limites, honrando-os e defendendo-os, muitas vezes provoca respostas indesejadas e desconfortáveis por parte das pessoas que estão cruzando os limites. Eles podem responder com desaprovação, vergonha, ressentimento, pressão para não mudar o relacionamento ou outros comportamentos destinados a restaurar os velhos padrões de comportamento familiares.
Ter valores e limites saudáveis é um estilo de vida, não uma solução rápida para uma disputa de relacionamento.
Os valores são construídos a partir de uma mistura de conclusões, crenças, opiniões, atitudes, experiências passadas e aprendizagem social. Jacques Lacan considera que os valores estão dispostos numa hierarquia, refletindo “todos os sucessivos envelopes do estatuto biológico e social da pessoa” desde o mais primitivo até ao mais avançado.
Os valores e limites pessoais operam em duas direções, afetando tanto as interações de entrada quanto de saída entre as pessoas. Estas são por vezes referidas como funções de “proteção” e “contenção”.

### Escopo
As três categorias de valores e limites mais comumente mencionadas são:
- Físico – Espaço pessoal e considerações de toque;[15][16][17] intimidade física
- Mental - Pensamentos e opiniões[15][16][17]
- Emocional – Sentimentos; intimidade emocional

Alguns autores expandiram esta lista com categorias adicionais ou especializadas, como espiritualidade, verdade, e tempo/pontualidade.

### Níveis de assertividade
Nina Brown propôs quatro tipos de limites: 
- Suave – Uma pessoa com limites suaves se funde com os limites de outras pessoas. Alguém com limites flexíveis é facilmente vítima de manipulação psicológica.
- Esponja – Uma pessoa com limites esponjosos é como uma combinação de limites suaves e rígidos. Eles permitem menos contágio emocional do que limites suaves, mas mais do que aqueles com limites rígidos. Pessoas com limites esponjosos não têm certeza do que deixar entrar e do que manter fora.
- Rígido – Uma pessoa com limites rígidos é fechada ou isolada para que ninguém possa se aproximar física ou emocionalmente. Este é frequentemente o caso quando alguém foi vítima de abuso físico, emocional, psicológico ou sexual. Limites rígidos podem ser seletivos, dependendo do tempo, local ou circunstâncias e geralmente são baseados em uma experiência anterior ruim em uma situação semelhante.
- Flexível – Semelhante aos limites rígidos e esponjosos, mas a pessoa exerce mais controle. A pessoa decide o que deixar entrar e o que manter fora, é resistente ao contágio emocional e à manipulação psicológica e é difícil de explorar.

### Unilateral vs colaborativo
Existem também duas maneiras principais de construir limites: 
- Limites unilaterais – Uma pessoa decide impor um padrão no relacionamento, independentemente de outros o apoiarem. Por exemplo, uma pessoa pode decidir nunca mencionar um assunto indesejado e adquirir o hábito de sair da sala, encerrar ligações ou excluir mensagens sem responder se o assunto for mencionado por outras pessoas.[14]
- Limites colaborativos – Todos no grupo de relacionamento concordam, tácita ou explicitamente, que um determinado padrão deve ser mantido. Por exemplo, o grupo pode decidir não discutir um assunto indesejado e então todos os membros individualmente evitam mencioná-lo e trabalham juntos para mudar de assunto se alguém o mencionar.[14]

Definir limites nem sempre exige dizer a alguém qual é o limite ou quais são as consequências de transgredi-lo. Por exemplo, se uma pessoa decide sair de uma discussão, essa pessoa pode dar uma desculpa não relacionada, como alegar que é hora de fazer outra coisa, em vez de dizer que o assunto não deve ser mencionado.

## Situações que podem desafiar os limites pessoais

### Influências comunitárias
Freud descreveu a perda de limites conscientes que pode ocorrer quando um indivíduo está em uma multidão unificada e em rápido movimento.
Quase um século depois, Steven Pinker abordou o tema da perda de limites pessoais numa experiência comunitária, observando que tais ocorrências poderiam ser desencadeadas por intensas provações partilhadas como fome, medo ou dor, e que tais métodos eram tradicionalmente usados para criar condições liminares nos ritos de iniciação. Jung descreveu isso como a absorção da identidade no inconsciente coletivo.
Também foi dito que a cultura rave envolve uma dissolução de fronteiras pessoais e uma fusão em um sentido vinculativo de comunidade.

### Relações de poder desiguais
Também as relações desiguais de poder político e social influenciam as possibilidades de marcação de fronteiras culturais e, de um modo mais geral, a qualidade de vida dos indivíduos. O poder desigual nas relações pessoais, incluindo relações abusivas, pode tornar difícil para os indivíduos estabelecer limites.

### Famílias disfuncionais
- Pais excessivamente exigentes Na família disfuncional, a criança aprende a sintonizar-se com as necessidades e sentimentos dos pais, e não o contrário.[25]

- Crianças excessivamente exigentes A paternidade é uma função que exige uma certa dose de auto-sacrifício e que dá alta prioridade às necessidades da criança. Um pai pode, no entanto, ser co-dependente em relação a um filho se o cuidado ou o sacrifício parental atingir níveis prejudiciais ou destrutivos.[26]

- Relacionamentos codependentes A codependência muitas vezes envolve dar menor prioridade às próprias necessidades, ao mesmo tempo que se preocupa excessivamente com as necessidades dos outros. A codependência pode ocorrer em qualquer tipo de relacionamento, incluindo família, trabalho, amizade e também relacionamentos românticos, entre pares ou comunitários.[27]

Embora um relacionamento saudável dependa do espaço emocional proporcionado pelos limites pessoais, as personalidades co-dependentes têm dificuldade em estabelecer tais limites, de modo que definir e proteger os limites de forma eficiente pode ser para elas uma parte vital da recuperação da saúde mental.
Em um relacionamento codependente, o senso de propósito do codependente baseia-se em fazer sacrifícios extremos para satisfazer as necessidades do parceiro. Relacionamentos codependentes significam um grau de apego prejudicial à saúde, em que uma pessoa não tem autossuficiência ou autonomia. Uma ou ambas as partes dependem da outra para o cumprimento. Geralmente há uma razão inconsciente para continuar a colocar a vida de outra pessoa em primeiro lugar  –  muitas vezes a noção equivocada de que o valor próprio vem de outras pessoas.
- Doença mental na família Pessoas com certas condições mentais estão predispostas a controlar o comportamento, incluindo aqueles com transtorno obsessivo-compulsivo, transtorno de personalidade paranoide,[31] transtorno de personalidade limítrofe,[32] e transtorno de personalidade narcisista,[33] transtorno de déficit de atenção,[34] e o estado maníaco do transtorno bipolar.[34]

Transtorno de personalidade limítrofe (TPB): Há uma tendência de os entes queridos de pessoas com TPB assumirem papéis de cuidadores, dando prioridade e foco aos problemas da vida da pessoa com TPB, em vez de questões de suas próprias vidas. Muitas vezes, nesses relacionamentos, o co-dependente ganhará um senso de valor por ser “o sensato” ou “o responsável”. Muitas vezes, isto aparece com destaque em famílias com fortes culturas asiáticas devido a crenças ligadas a essas culturas.
Transtorno de personalidade narcisista (NPD): Para aqueles envolvidos com uma pessoa com NPD, os valores e limites são frequentemente desafiados, pois os narcisistas têm um fraco senso de identidade e muitas vezes não reconhecem que os outros são totalmente separados e não extensões de si mesmos. Aqueles que atendem às suas necessidades e aqueles que proporcionam gratificação podem ser tratados como se fizessem parte do narcisista e espera-se que correspondam às suas expectativas.

## Raiva
A raiva é uma emoção normal que envolve uma forte resposta emocional e desconfortável a uma provocação percebida. Freqüentemente, indica quando os limites pessoais são violados. A raiva pode ser utilizada de forma eficaz estabelecendo limites ou escapando de situações perigosas.